# Sèpia amb pèsols
La Sèpia amb pèsols o sípia amb pèsols és un plat tradicional de la cuina empordanesa. És un plat molt comú en la restauració de la zona tot i que també es menja en altres zones de Catalunya. La seva dificultat d'elaboració és mitjana i el temps de cocció és d'entre 30 minuts i una hora aproximadament.
La sèpia es troba entre les espècies comestibles, pescades sobretot a la zona Mediterrània. És un element essencial en la preparació de la Paella a certes zones de Catalunya i de vegades es pot afegir al Suquet de peix i a la sarsuela. Menja petits crustacis i llagostes i altres animals microscòpics.
També es prepara com a element central d'alguns plats, entre els quals cal destacar la Sípia amb patates, la Sípia amb pèsols i la Sípia a la planxa.

## Ingredients
Els ingredients principals d'aquest plat és la sèpia i els pèsols tal com diu el seu nom. A més a més, hi ha altres ingredients que li donen un gust especial i bo. Els ingredients són diferents pel plat en si amb els de la picada que s'afegeix.

### Ingredients
- 1,5kg. sèpia tallada a daus
- 4 tomàquets ratllats
- 2 cebes trinxades
- 2 grans d'all tallats a làmines
- 500gr. pèsols frescos (sense tavella)
- Brou de peix o aigua
- Oli d'oliva
- Sal

### Ingredients per la picada
- Un grapat d'ametlles
- 2 llesques de pa que pot ser torrat o fregit

## Variants de la recepta
Aquesta recepta no sempre és igual, té el mateix fonament d'elaboració però hi poden haver variants en els seus ingredients. Es pot afegir xocolata negra ben picada, la melsa de la sípia al sofregit, canyella o bé, fer una bona guarnició amb verdures, llegums o patates.

## Preparació
Primerament, cal rentar la sèpia i tallar-la de forma irregular. Els grans cuiners aconsellen no treure la pell de la sèpia, ja que, aquesta queda més tendra. Tot seguit cal posar la sèpia a la paella amb dues cullerades d'oli. S'ha de tapar i coure a foc baix, aproximadament, uns 10 minuts. Un cop rossejada i quan no quedi suc s'afegeix la ceba tallada i un xic de sal. Coure tot conjuntament fins a tenir la ceba rossejada. Tot seguit, afegir els pèsols i aigua calenta. Finalment, cal afegir farina, prèviament desfeta amb aigua, la picada d'all i julivert i una mica més de sal.